# Bronze ancien
La période du bronze ancien constitue une sous-période chronologique de l'âge du bronze. Il est caractérisé par le développement de la métallurgie du bronze, qui allie le cuivre et l'étain, et se substitue à celle du cuivre seul. Il succède au Néolithique final.
Il est marqué par un développement du commerce de longue distance du cuivre et de l'étain, et donc des contacts entre groupes humains.

## Technique
L'innovation technique majeure est l'apparition des alliages de cuivre et d'étain, ce qui permet la réalisation de nombreux objets en bronze. 
Additionné d'un pourcentage variable d'étain, le cuivre donne du bronze. Cet alliage est plus résistant que le cuivre seul, et est plus malléable quand il est chaud. Cette caractéristique le rend propre à la coulée, qui se fait selon deux techniques, dans des moules en pierre ou par la technique de la cire perdue. Cette dernière permet de réaliser des objets creux de grandes dimensions, comme des moyeux de roues de char. Les moules permettent de confectionner des armes comme des épées, des fers de lance et des poignards.
Le bronze est également utilisé dans le domaine artistique avec la réalisation de colliers, d'éléments de parure (lunule de Schulenburg), de boucles, connus à travers les exemplaires déposés dans les tombes.

## Chronologie
Les débuts de l'âge du bronze ne sont pas synchrones dans les différentes régions. Ils datent :
- de la fin du IVe millénaire av. J.-C. en Haute-Égypte (période prédynastique égyptienne) et en Mésopotamie (civilisations de Sumer et d'Ur) ;
- du début du IIIe millénaire av. J.-C. en Anatolie, à Chypre, en Crète (civilisation minoenne) et en Grèce (Helladique) ;
- du milieu du IIIe millénaire av. J.-C. dans la vallée de l'Indus (civilisation de la vallée de l'Indus) ;
- de la fin du IIIe millénaire av. J.-C. en Europe centrale, avec la culture d'Unétice ;
- du début du IIe millénaire av. J.-C. en Europe de l'Ouest et en Chine, avec par exemple la culture d'El Argar, près d'Almería, en Espagne.

## Extension géographique

### Europe centrale

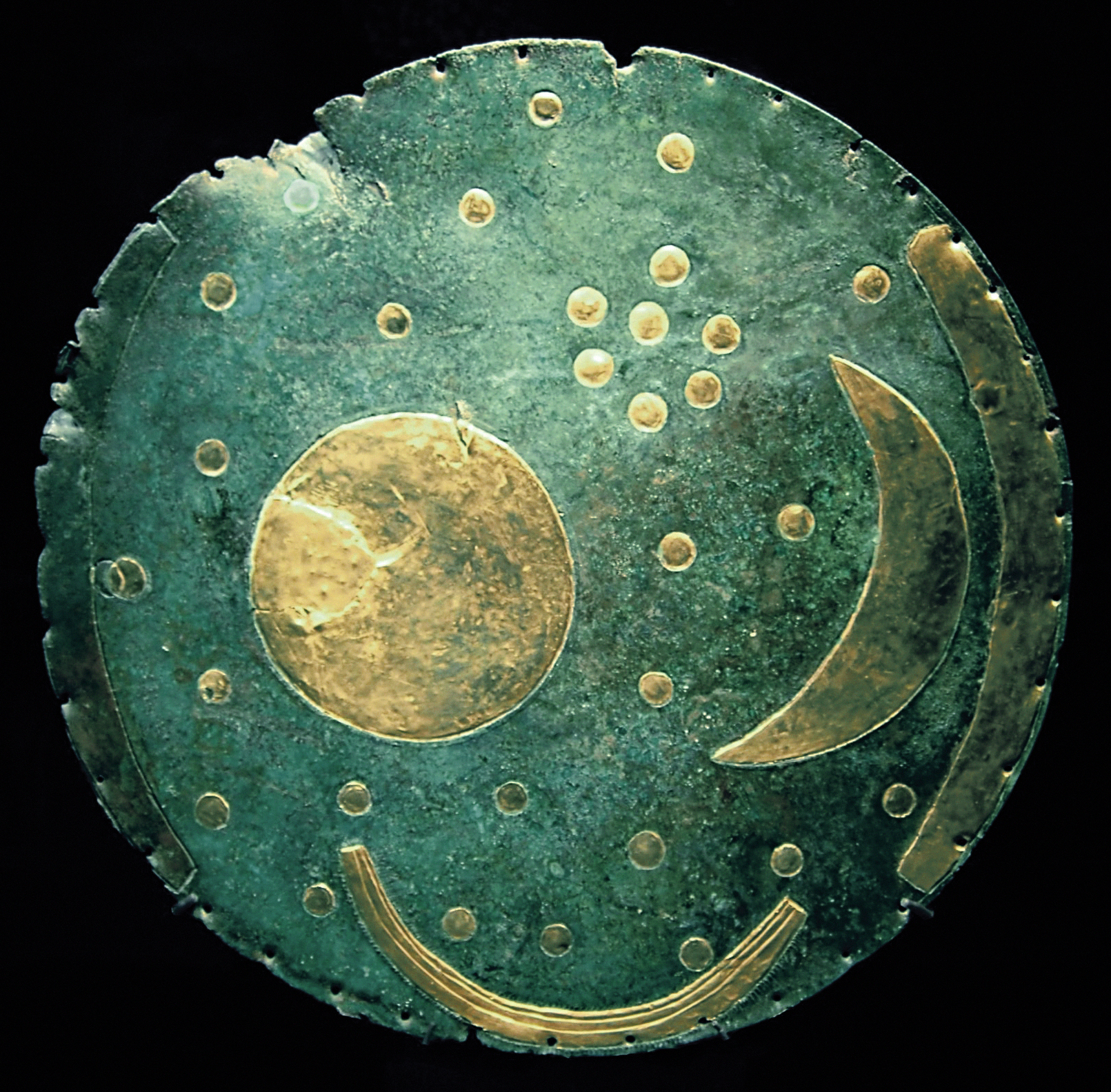
Le disque de Nebra est l'un des vestiges les plus remarquables du bronze ancien.

L'adoption de la métallurgie du bronze est venue des Balkans. Elle se traduisit par l'expansion de la culture d'Unétice, de la Bohême et la Silésie à l'Allemagne centrale. Des échanges sont attestés à travers toute l'Europe centrale, avec l'exploitation des mines de cuivre de Slovaquie, d'étain de Bohême, d'or de Transylvanie, et l'exportation de haches, poignards, bijoux. Exploitant les gisements d'étain des monts Métallifères, les porteurs de la culture d'Unétice ont largement exporté leurs productions dans les régions voisines, où elles ont parfois été imitées. Le célèbre disque de Nebra, le plus fameux vestige du bronze ancien d'Europe centrale, se rattache à cette culture d'Unétice, quoiqu'il n'ait été dégagé que dans des couches de terrain datées du Bronze moyen.
Les îlots les plus importants du Bronze ancien dans cette partie de l'Europe se trouvent dans les Préalpes bavaroises avec le groupe de Straubing et autour du lac de Constance et de la haute vallée du Rhin, avec le groupe de Singen. Plus à l'aval de ce fleuve, on rencontre la culture d'Adlerberg, qui comme le groupe du Neckar (dans le bassin du Moyen-Neckar) n'est pour l'instant connue que par un nombre de vestiges très restreint.
À l'est, et particulièrement le long du Danube, il y a une succession de sites : Unterwölbling (Basse-Autriche), Nitra (Slovaquie), Kisapostag (Hongrie occidentale) et Nagyrév (Hongrie centrale), que l'archéologue suisse Emil Vogt (de) a regroupés sous le terme de Blechkreis, et à laquelle il rattache d'ailleurs la culture de Straubing et le groupe de Singen. Ce terme allemand renvoie à une façon particulière de travailler le métal, qui consiste à marteler une tôle (Blech) primitive. Les vestiges de cette culture, des bijoux en bronze retirés des tombes, se distinguent nettement des objets massifs plaqués de bronze de la culture d'Unétice.

### Europe de l'Ouest
L'Europe de l'Ouest, profondément imprégnée par la tradition néolithique, resta, à l'exception des Cornouailles, longtemps à l'écart de la métallurgie du bronze : cela vaut pour les Pays-Bas, la Belgique et la plus grande partie du territoire français. Sur la façade atlantique, par exemple, la première production métallurgique jusqu'à celle du bronze est celle de l'or et de l'argent. Dans ces régions, et jusqu'au milieu du Bronze moyen (1500 av. J.-C.), on ne rencontre que des vestiges caractéristiques de la culture campaniforme, dont la culture d'Hilversum est issue : de la couche Bz A1 (-2200 à -2000) jusqu'au Bronze moyen, les vestiges sont encore typiques de la céramique cordée,. 
Les Cultures de Bonnanaro  et de la Polada (vers 1800-1500 av. J.-C.), plus au sud, marquent la transition entre le campaniforme et le bronze ancien. Ces cultures d’influence unéticiennes supplantent entre -1900 et -1200 la culture de Remedello. Elles contrôlent le commerce de l’Adriatique vers les cols alpins.
La situation des Îles Britanniques est entièrement à part à cette période : elles voient naître la Culture du Wessex, qui résulte de la fusion d’importants groupes campaniformes qui découvrent puis exploitent systématiquement les gisements de cuivre et d’étain des Cornouailles. La richesse proverbiale de ces gisements fera de ces pays, pour les marchands du monde méditerranéen, les Îles Cassitérides (du grec Κασσίτερος = « étain »).

### Europe du Nord
Au nord de l’Elbe (plaine d'Allemagne du Nord et toute la Scandinavie), diverses strates du Néolithique ont persisté au moins jusque vers 1500 av. J.-C. De même, en Rhénanie du Nord et en Frise, le travail des métaux ne fait son apparition qu'avec les sépultures du groupe de Sögel-Wohlde, qui coïncident avec les débuts du Bronze moyen en Europe centrale. Vers cette même époque, le littoral baltique voit naître une culture autonome, l’âge du bronze danois.